# 旺角站
旺角站（英語：Mong Kok Station）位於香港九龍油尖旺區旺角彌敦道與亞皆老街交界地底，是港鐵觀塘綫與荃灣綫的鐵路車站，也是轉車站，於1979年12月31日啟用。

## 車站結構
旺角站是地底車站，共設有4層，當中L1層為車站大堂；L2、L3層則為月台，另外車站亦設閣樓層連接車站大堂及出入口。

### 樓層
|                                |  | 荃灣綫往荃灣（太子）   | 1 |  |
| 島式 · ↑開右邊车门 ↓開左邊车门 |  |                        |   |  |
|                                |  | 觀塘綫往調景嶺（太子） | 3 |  |

|                                | 2 | 荃灣綫往中環（油麻地） |  |  |
| 島式 · ↑開左邊车门 ↓開右邊车门 |   |                        |  |  |
|                                | 4 | 觀塘綫往黃埔（油麻地） |  |  |

### 大堂
旺角站大堂位於L1層，而大堂內提供不同類型的商店及自助服務設施、香港郵政郵箱、「iCentre」免費上網服務設施以及港鐵「會員服務站」等。
- 車站大堂（2024年8月）
- 大堂，付費區內（2024年8月）
- 車站多功能售票機（2024年8月）
- 車站洗手間（2024年8月）

### 月台
旺角站設有四個月台，並以兩層的島疊式月台方式排列，車站亦是荃灣綫與觀塘綫的跨月台轉車站，乘客下車後可步行至對面月台轉乘另一路綫之列車，當中1號月台（荃灣綫往荃灣）及3號月台（觀塘綫往調景嶺）位於L2層；而2號月台（荃灣綫往中環）及4號月台（觀塘綫往黃埔）則位於L3層，所有月台均已裝設月台幕門。
另外，位於車站L2層以北以及L3層以南均設有交叉渡綫，可供列車調度或讓列車往返觀塘綫及荃灣綫之間，當列車有車務調動時，列車可以在該站進行同方向的調度。而在荃灣綫未啟用時，修正早期系統也是使用該渡綫往返中環站至觀塘站。
- L2層1、3號月台（2022年5月）
- L3層2、4號月台（2022年5月）

### 出入口
旺角站共有15個出入口，若不計入香港西九龍站，旺角站與尖東站並列為港鐵系統中設有最多出入口的車站（若只計算車站本身的出入口，則旺角站比尖東站擁有更多出入口）。其中通往E出口的閣樓層設有數間商店，而C、D出口閣樓層則設有通道橫過彌敦道地底連接彼此，而車站亦設有2個連接商場地庫的出入口，分別為通往T.O.P This is Our Place的B4出口以及通往朗豪坊的C3出口。此外，旺角站距離東鐵綫旺角東站約500米路程，自2003年旺角行人天橋系統啟用後亦可連接至該處，乘客可由B3出口經行人天橋前往，需時約15分鐘。
旺角站多個出入口在反修例運動期間遭到破壞，經港鐵復修後，原設於部分出入口建構物頂的港鐵立方標誌被全數移除，另外D1、D2出口原以玻璃作為建材，復修後其玻璃部分已改鑲鋼板。
|                                                       |                         | |      |
|                                                       |                         | |      |
| 編號                                                  | 指示                    | 建議前往的目的地 | 圖片 |
| 出口 · A · 1 · 盲道标志 · 无障碍通道标志 · 升降机标志 | 快富街                  | 弼街、富薈旺角酒店、快富街、香港總商會簽證部、工聯會工人醫療所、金鑽璽、旺角維景酒店、旺角道、彌敦道、銀高國際大廈 |      |
| 出口 · A · 2                                          | 快富街                  | 凱途發展大廈、快富街、綠在大角咀、李寶椿普通科門診診所、形品·星寓、旺角薈賢居、旺角道遊樂場、活託邦-大角咀、砵蘭街、新填地街、上海街、香港兒童合唱團、塘尾道、市建一站通、香港世界宣明會、宣道會宣恩堂 |      |
| 出口 · B · 1                                          | T.O.P This is Our Place | 快富街、彌敦道、始創中心 |      |
| 出口 · B · 2                                          | T.O.P This is Our Place | 花園街、Sober Hotel、花園街市政大廈、快富街、洗衣街、西洋菜南街 |      |
| 出口 · B · 3 · 盲道标志 · 扶手电梯标志                | T.O.P This is Our Place | 東鐵綫 旺角東站、新世紀廣場、旺角政府合署、帝京酒店、洗衣街、通菜街 (金魚街)、油尖旺民政諮詢中心、港九潮州公會中學、伊利沙伯中學 |      |
| 出口 · B · 4 · 盲道标志                               | T.O.P This is Our Place | 彌敦道700號／T.O.P |      |
| 出口 · C · 1                                          | 朗豪坊                  | 恒生旺角大廈、彌敦道、香港總商會簽證部 |      |
| 出口 · C · 2                                          | 朗豪坊                  | 亞皆老街、砵蘭街、618上海街、金山商業大廈、海島中心、美聯金融大廈、33 Argyle、上海街、新填地街 |      |
| 出口 · C · 3 · 扶手电梯标志                           | 朗豪坊                  | 碧蒂雅芳、香港康得思酒店、朗悅點、朗豪坊、循道衛理楊震社會服務處、油尖旺青年少年綜合發展中心 |      |
| 出口 · C · 4 · 盲道标志                               | 朗豪坊                  | 亞皆老街、逸豪酒店、奧海城、旺角滙豐大廈、啟如商業大廈、旺角商業大廈、砵蘭街、上海街、嘉禮大廈、香港遊樂場協會青少年綜合服務、帝峯 · 皇殿 |      |
| 出口 · D · 1                                          | 亞皆老街                | 亞皆老街、工業總會簽證處、華僑商業中心、彌敦道、上海商業銀行大廈 |      |
| 出口 · D · 2                                          | 亞皆老街                | 旺角中心、亞皆老街、拔萃男書院、旺角新之城、皆旺商業大廈、皆旺商場、先達廣場、洗衣街、中電鐘樓文化館 |      |
| 出口 · D · 3                                          | 亞皆老街                | 亞皆老街、西洋菜南街、惠豐中心、通菜街（女人街）、花園街（波鞋街）、旺角城市中心、洗衣街、染布房街、太平道、勝利道1號、九龍維景酒店 |      |
| 出口 · E · 1 · 盲道标志                               | 招商永隆銀行中心        | 創興廣場、彌敦道655號、香港康得思酒店、雅蘭中心、香港旺角希爾頓花園酒店、MK 居停、旺角熟食市場、朗豪坊、奶路臣街（近砵蘭街）、協成行旺角中心、砵蘭街、上海街、山東街（近砵蘭街）、香港中華廠商聯合會、ONE SOHO |      |
| 出口 · E · 2 · 盲道标志                               | 招商永隆銀行中心        | 招商永隆銀行中心、百老匯旺角戲院、香港中國旅行社、花園街（波鞋街）、香港遊樂場協會優才發展及交流中心、香港遊樂場協會青蔥社企坊、女青年會 - 峰景軒、荷李活商業中心、香港漢文師範同學會學校、壹零捌館、瓊華中心、麥花臣遊樂場、旺角捐血站、旺角電腦中心、奶路臣街（近通菜街）、山東街（近通菜街）、香港培正小學／中學、聖公會諸聖座堂、聖公會諸聖中學、洗衣街花園、仕德褔酒店、碧薈、THE FOREST、通菜街（女人街）、香港遊樂場協會麥花臣場館、SKYPARK、東華三院文物館、九龍華仁書院、友誠商業中心 |      |
| 註： 設有 \| 設有 \| 設有 \| 設有扶手電梯             |                         | |      |

- C3出口連接朗豪坊通道（2024年8月）
- 連接C、D出口閣樓層的行人通道（2024年8月）

### 車站藝術
旺角站設有一幅畫，位於車站大堂。
| 旺角站藝術品概覽 | 旺角站藝術品概覽 | 旺角站藝術品概覽 | 旺角站藝術品概覽 | 旺角站藝術品概覽 |
| 圖片             | 藝術品           | 藝術家           | 位置             | 完成日期         |
| ---------------- | ---------------- | ---------------- | ---------------- | ---------------- |
|                  | 《上善若水》     | 廖一百（中國）   | 車站大堂         | 2012年11月       |

## 利用狀況

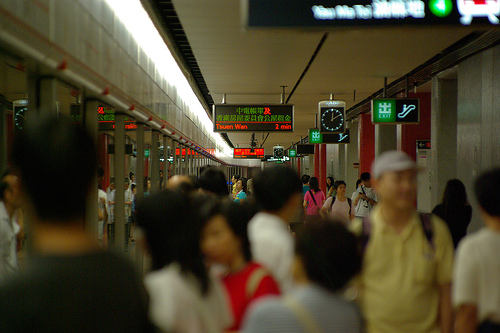
車站人流極高

旺角站位於香港九龍油尖旺區人流最暢旺的旺角市中心，是香港其中一個大型及重要的商業、購物、娛樂及消閒地區，鄰近設有不同類型的購物點、消遣及娛樂場所等，因此車站終日人流如卿，出入閘人流甚多。
此外，現時車站是港鐵觀塘綫及荃灣綫的轉車站，同時，旺角站的轉車客量與出入閘人流同樣甚多。而車站與鄰近的太子站相距只有約400米，為全香港相隔距離最短的兩個重鐵車站，車程不足1分鐘。
另外，儘管車站與東鐵綫旺角東站位置相近並有行人天橋網絡接駁，但旺角站與旺角東站並非為正式的轉車站。乘客若在兩站間轉乘，無論使用八達通還是單程車票，均需當作兩段車程處理，並繳納再入閘收費。
總括而言，由於車站位處旺角心臟地帶，即使鄰近有四個重鐵車站（同樣屬荃灣綫及觀塘綫的轉車站的太子站和油麻地站、東涌綫的奧運站、東鐵綫的旺角東站），但由於所屬路綫走向不盡相同，以及地理上偏離旺角市中心之緣故，因而不影響車站的人流，大堂及月台由早到晚依然十分擠逼，更曾是整個前地鐵系統第四繁忙的車站。不過，初時連接大堂及月台扶手電梯不足，對乘客造成不便，直到港鐵於2016年加建車站扶手電梯後，情況才有改善。

### 車站轉車客源
在1989年8月觀塘綫過海段通車前，旺角站的繁忙時間轉乘人流極高，乘客往往要輪候數班車才能登車，而前地鐵公司曾在1988年5月至1993年期間實施繁忙時間附加費。而在1989年8月觀塘綫過海段通車以及在1991年5月九巴開辦過海隧道巴士300線舒緩荃灣綫彌敦道段擠迫情況後，車站的轉車人流稍為回落。
直到2002年8月將軍澳綫通車，觀塘綫不能再直接前往港島區，由東九龍前往港島區的乘客需要在油塘站轉乘將軍澳綫，車程需多花約4分鐘，加上將軍澳綫在非繁忙時間班次較疏落，此不便使部分乘客重新選擇使用旺角站轉乘荃灣綫，車站的轉車人流故而回升。而在2004年10月尖東站啟用後，促使部分東鐵綫乘客改用尖沙咀站轉乘荃灣綫前往港島區，該站轉車人流稍為回落。唯在2009年8月九龍南綫通車後，東鐵綫不能直達尖東站，這不便促使部分東鐵綫乘客再度改用九龍塘站及旺角站轉乘荃灣綫，車站轉乘人流故而再度回升。

## 歷史
旺角站的承建商為金建利組合公司（包括金門（香港）有限公司、基亞集團及麗萊有限公司），車站於1979年12月31日啟用。

### 修正早期系統
於前地鐵荃灣綫未通車時，修正早期系統列車曾經使用過旺角渡綫前往油麻地至中環各站。荃灣綫通車之前，修正早期系統只使用旺角站1、4號月台，而2、3號月台則未開放，其中現有的4號月台就是當時的2號月台。
- 下列為修正早期系統時期的月台配置：

|                    |  | 修正早期系統往觀塘（石硤尾） | 1 |  |
| 島式 · ↑開右邊車門 |  |                              |   |  |
|                    |  | 修正早期系統未使用月台       |   |  |

|                    |   | 修正早期系統未使用月台       |  |  |
| 島式 · ↓開右邊車門 |   |                              |  |  |
|                    | 2 | 修正早期系統往中環（油麻地） |  |  |

1982年4月26日，為了讓乘客提前適應新的營運模式，地鐵公司將修正早期系統分拆為觀塘綫及荃灣綫，往返觀塘至中環的乘客自此需要在旺角站轉車，導致部分乘客感到不便。

### 命名
旺角站啟用初期的英文名稱為Argyle，取自於車站所在的亞皆老街之英文名稱，其後前地鐵公司於1985年5月31日改為旺角的英文名稱Mong Kok。另外，九廣鐵路－英段（即後來的九廣東鐵，今東鐵綫）早於1969年已設有同名車站，在兩鐵合併（2007年）後為了區別兩站，後者被改名為旺角東站。

### 增建行人通道及升降機
由於旺角站的使用量長年高居不下，而於2001年E出口的唯一通道已極度飽和，故前地鐵公司決定耗資一億五千多萬元進行一系列擴建工程，包括在E出口通道旁增建一條複製通道以及兩部扶手電梯，當時預料每小時客流量可達14,000多人次。另外工程也包括增設一部出入口升降機。

### 加建出入口
由新鴻基地產斥資興建的旺角道行人天橋系統，於2003年1月及同年8月分兩階段投入服務，根據施工條款，新建的B3出口屬於第二期配套，並設有一條扶手電梯連接固有地鐵站通道，直通連接西洋菜南街、旺角道、通菜街、洗衣街及MOKO 新世紀廣場的有蓋行人天橋網絡，與非正式轉車站的九鐵旺角車站一脈相連，亦將MOKO 新世紀廣場、旺角政府合署、帝京酒店納入服務範圍。

### 改建C3出口
在朗豪坊施工期間，原設於砵蘭街的舊有C3出口於2003年4月1日開始動工清拆並回填為行人路，前地鐵亦另闢一條新的行人隧道直通商場地庫，運輸署亦於亞皆老街與砵蘭街一帶進行交通改道，為期兩年。當新出入口於2005年3月初啟用後，旺角站的出入口合共增至14個。

### 加建洗手間
港鐵於2012年3月19日宣佈為轉車站加設洗手間，而旺角站亦為其中之一，而洗手間已於2015年1月24日落成啟用，並設於大堂近A、B出口的付費區內。

### 合併付費區域及加建扶手電梯
為了讓旺角站大堂人流更順暢，港鐵由2015年8月30日起，車站大堂介乎C、D出口之間的非收費區併入收費區內，讓站內兩端原本獨立的收費區合而為一，並重新編排多部閘機及售票機位置。而往返C、D出口的市民須使用位於大堂上方的閣樓層通道。
另外針對下層月台只有兩部扶手電梯直上大堂，繁忙時間會出現擠擁情況，港鐵因而為車站加設3部扶手電梯，以助舒緩車站龐大的客流量。

### 重開出入口
1989年，當時的香港政府購入旺角中心二期作為工業貿易署大樓，大樓連接旺角站的地庫出入口及連接旺角中心第一期天橋亦同時封閉，有傳是因為政府資源重組，將通往地鐵站的通道改為辦事處而封閉。直到2016年，領展收購該物業後，並計劃在大樓翻新後會重開該通道方便市民經該通道往返旺角中心及彌敦道700號，該出入口原預計2018年第一季完成。最後該出入口延遲到同年6月16日對外開放，並被編名為B4出口，而旺角站的出入口亦因而增至15個。

### 反修例事件

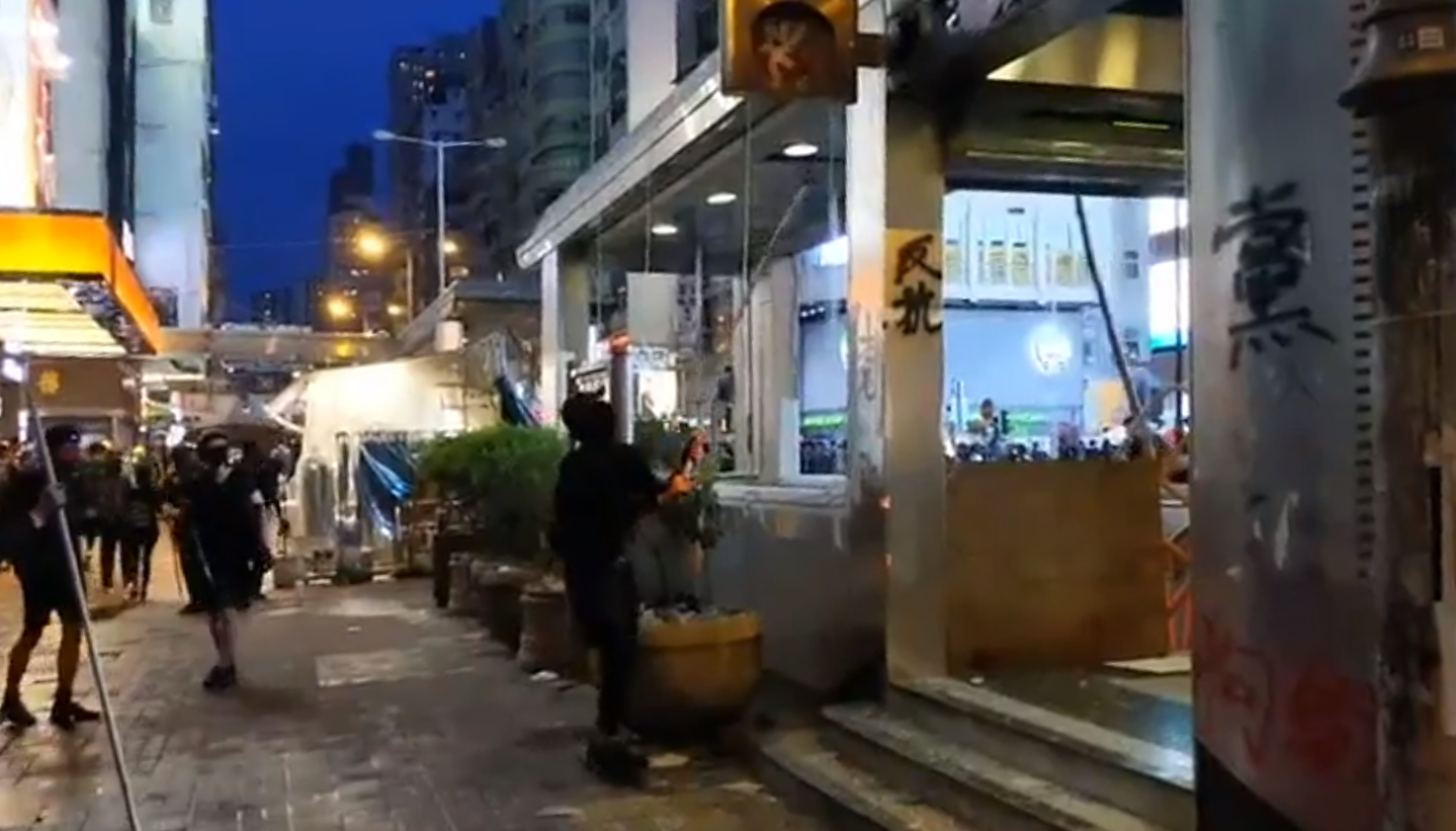
2019年10月6日晚上，有示威者破壞旺角站D1出口

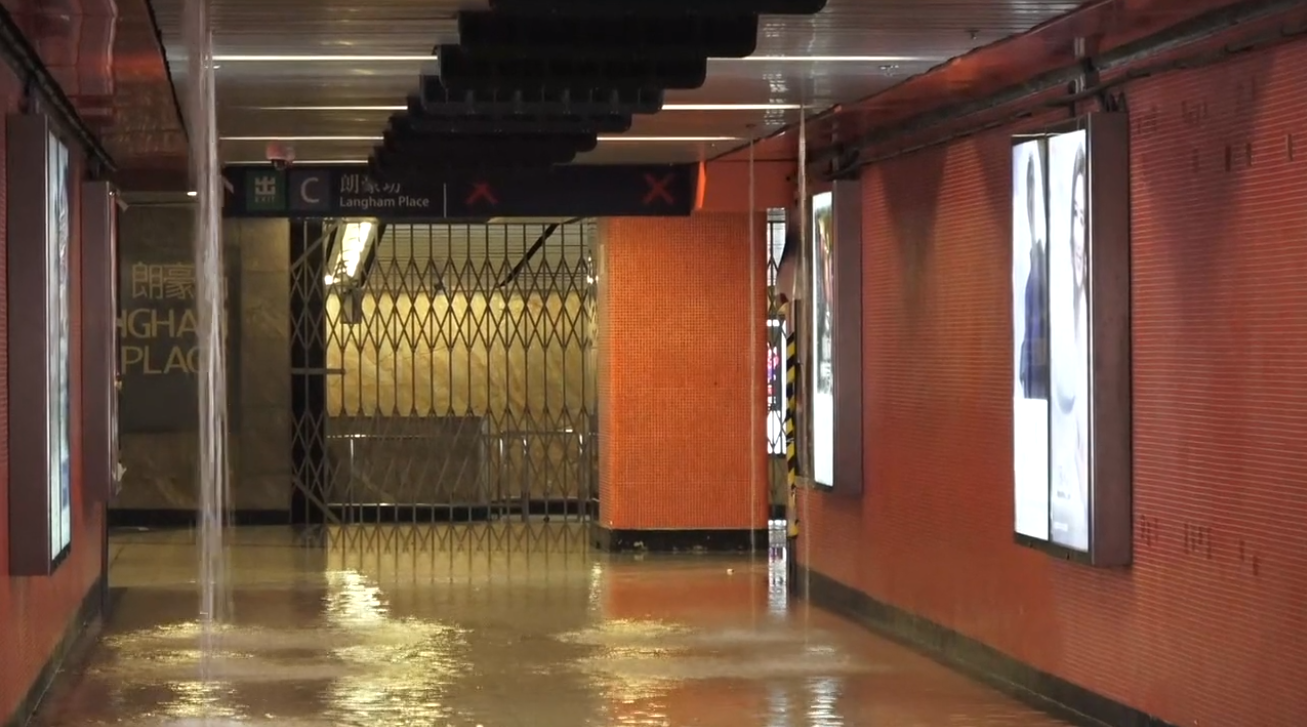
2019年10月6日，旺角站通道地上留有水漬

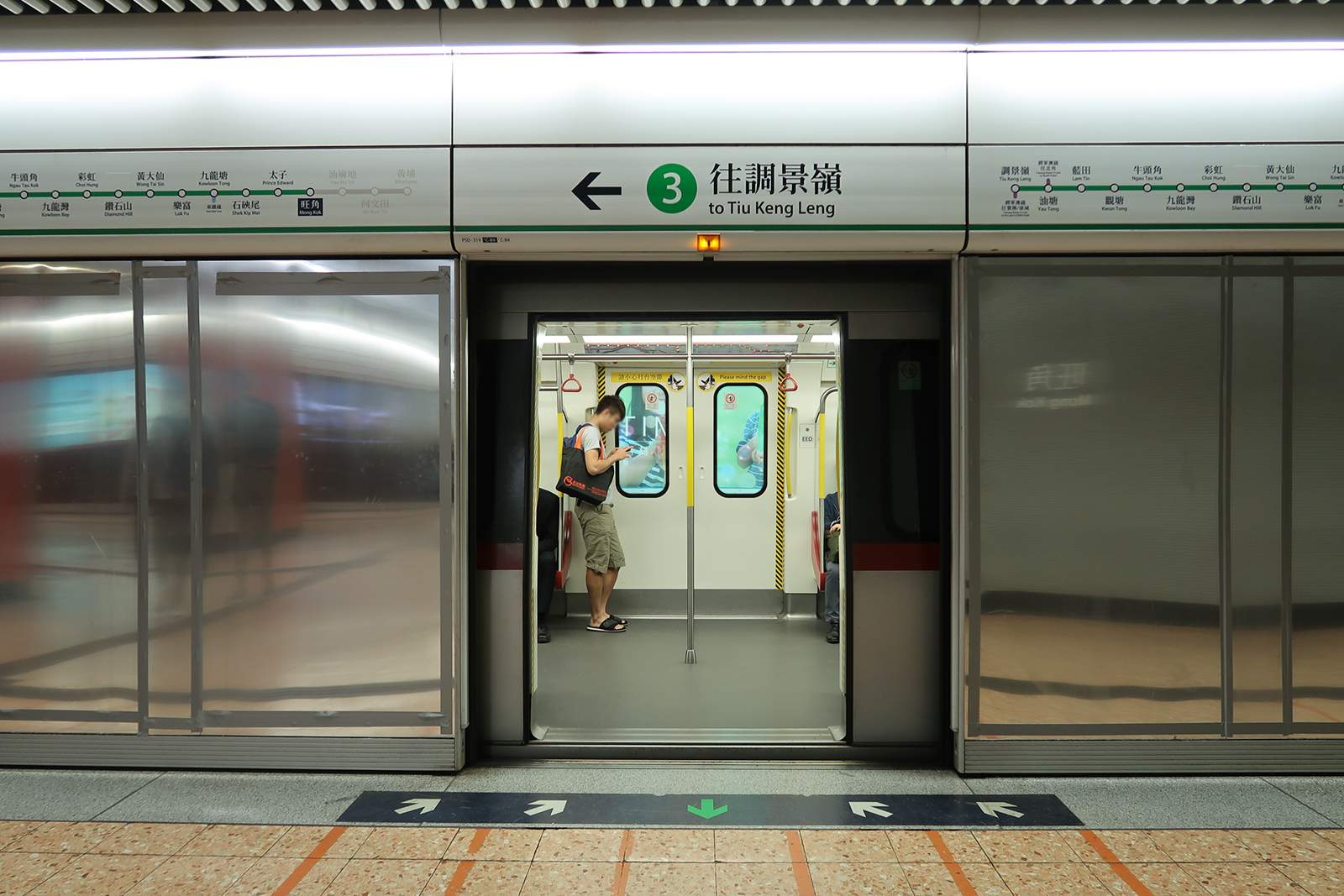
車站部分月台幕門於被破壞後曾一度被釘上木板或鋼板（2019年11月）

在反修例運動多場示威中，太子站、旺角站及油麻地站三個荃灣綫與觀塘綫的轉車站當中多次因發生示威活動而關閉當中一至兩個。而於2019年11月的三罷行動時，旺角站及油麻地站更曾一度有數次因高風險問題而須提早關站。
- 2019年8月31日香港示威，當晚有示威者闖進旺角站破壞，包括將車站控制室玻璃窗打碎，防暴警員其後到場拘捕示威者[25][26]。港鐵隨後宣布因嚴重事故，旺角站、太子站及九龍灣站關閉，列車不停上述車站[27]。直至9月2日早上旺角站才重開[28]。
- 2019年9月6日晚上，有示威者再度闖入旺角站破壞，包括將閘機蓋板打開，零件外露、用硬物擊碎多個售票機、增值機熒光幕等[29][30]。當中一名29歲男示威者被控在車站大堂內近E出口位置破壞共值逾26萬元港鐵設施，包括6部出入閘機、8部售票機、1部液晶顯示螢幕、1部閉路電視以及1枝光管等[31]。
- 2019年10月8日，港鐵晚上安排傳媒到港鐵旺角站視察車站損壞情況，不論出入口通道、大堂等都有不同程度的損毀，經過兩日的修復後，車站於同月10日才重開[32][33]。
- 2019年10月27日晚上，有防暴警員在已關閉的旺角站閘內與示威者對峙，當示威者向閘內投擲雜物時，有警員一度舉槍[34]。
- 2019年11月三罷行動中，示威者闖入旺角站L2層破壞，打碎該層月台幕門及升降機的玻璃。旺角站在同月16日重開後，月台幕門被釘上木板或鋼板[35][36][37]。

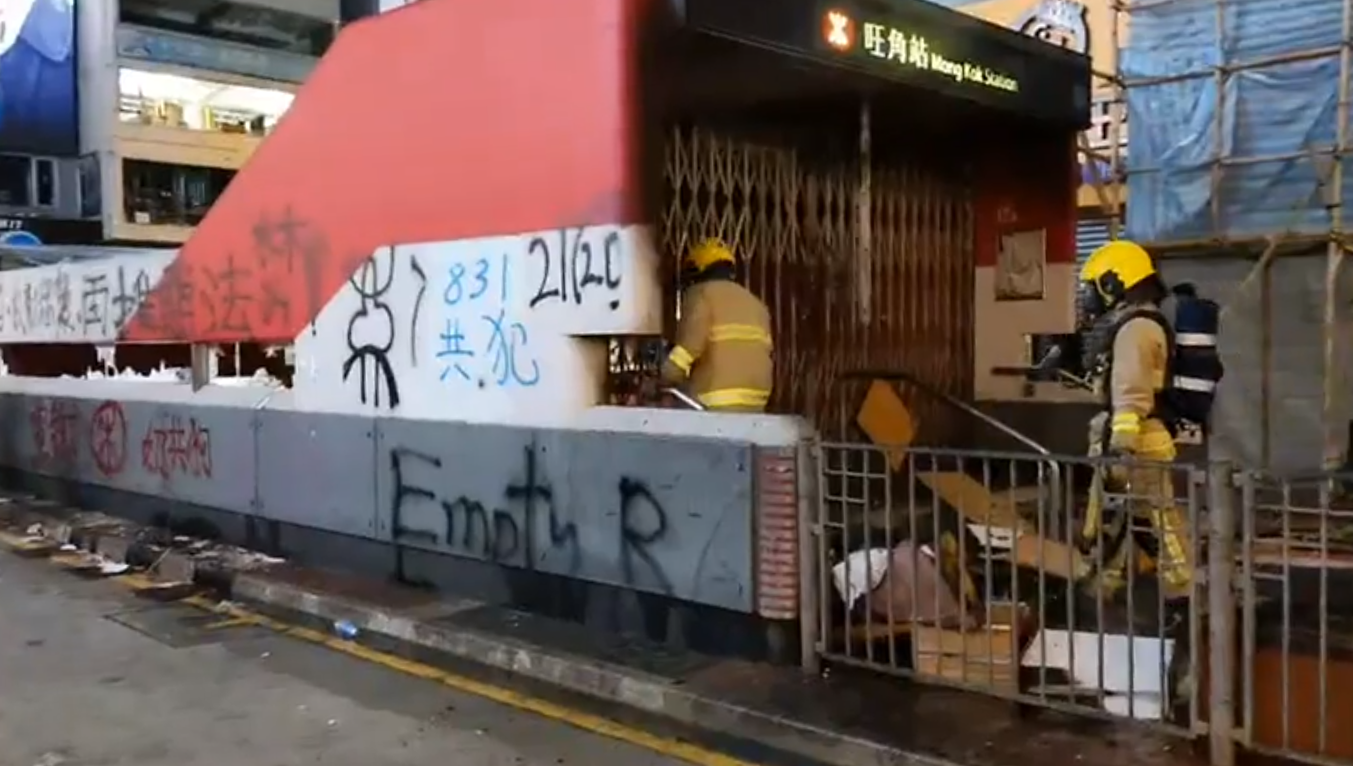
遭到破壞及塗污的出入口（2019年10月6日）
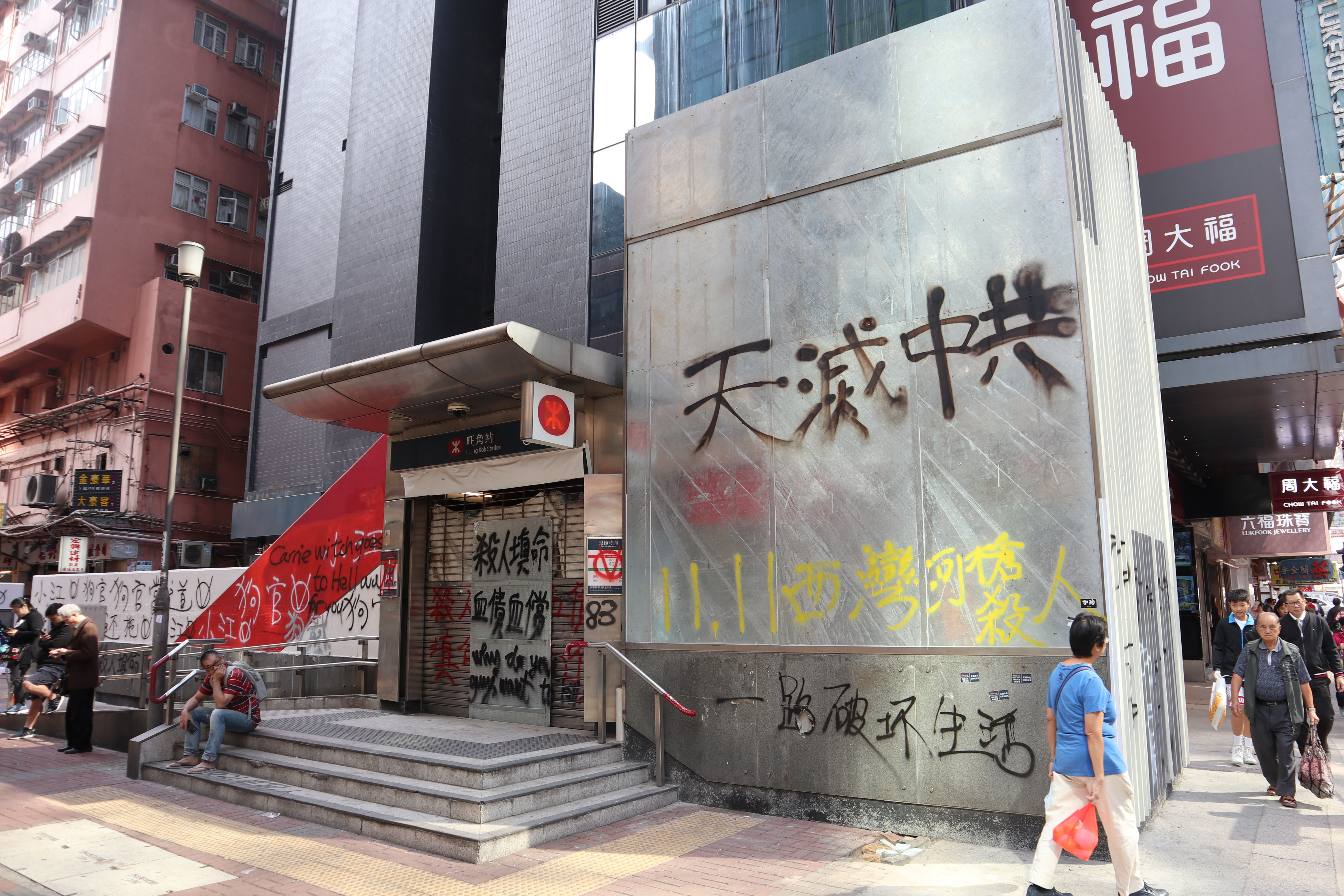
遭到破壞及塗污的A1出口
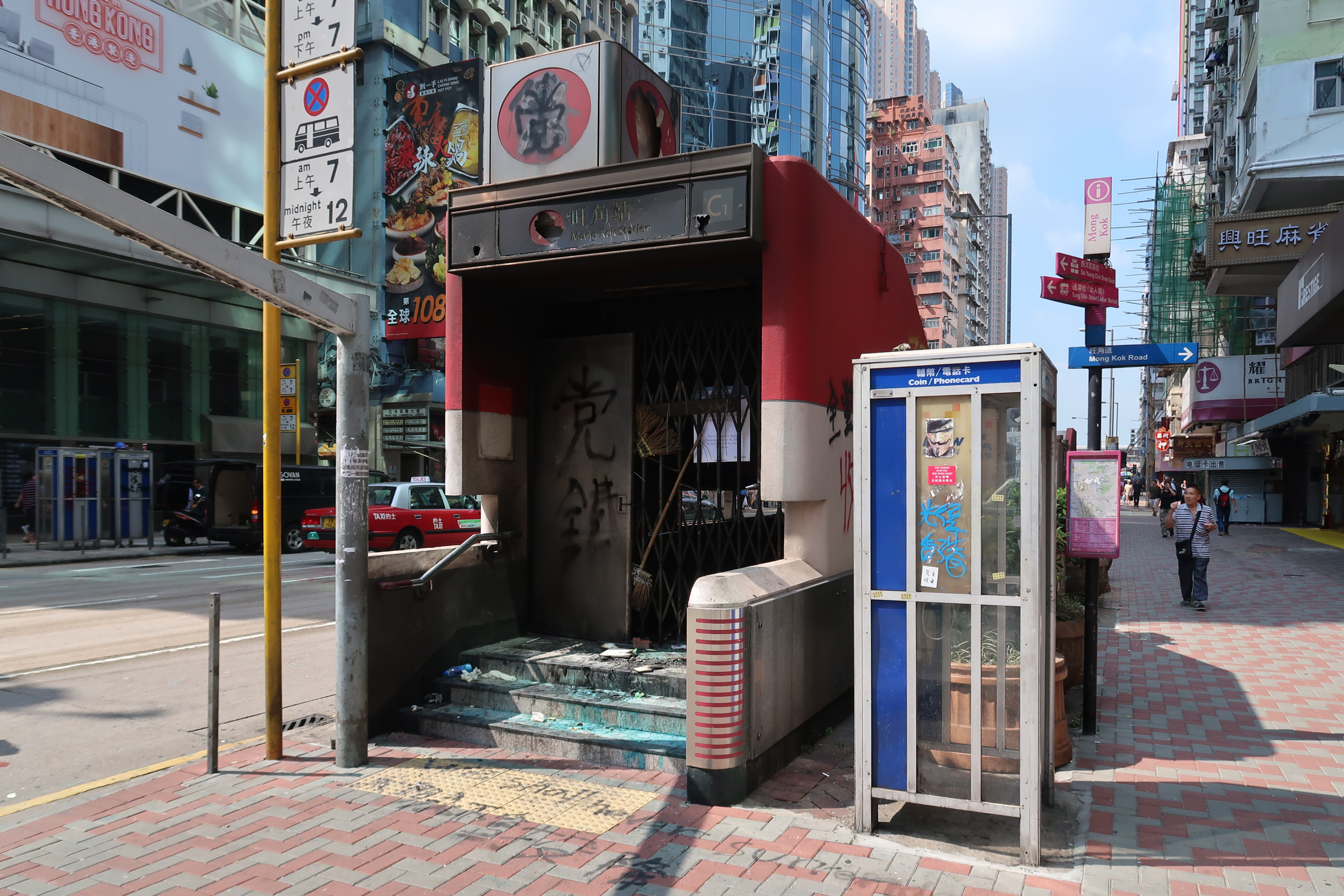
遭到破壞及塗污的C1出口，並留下水炮車的藍色物質（2019年10月21日）
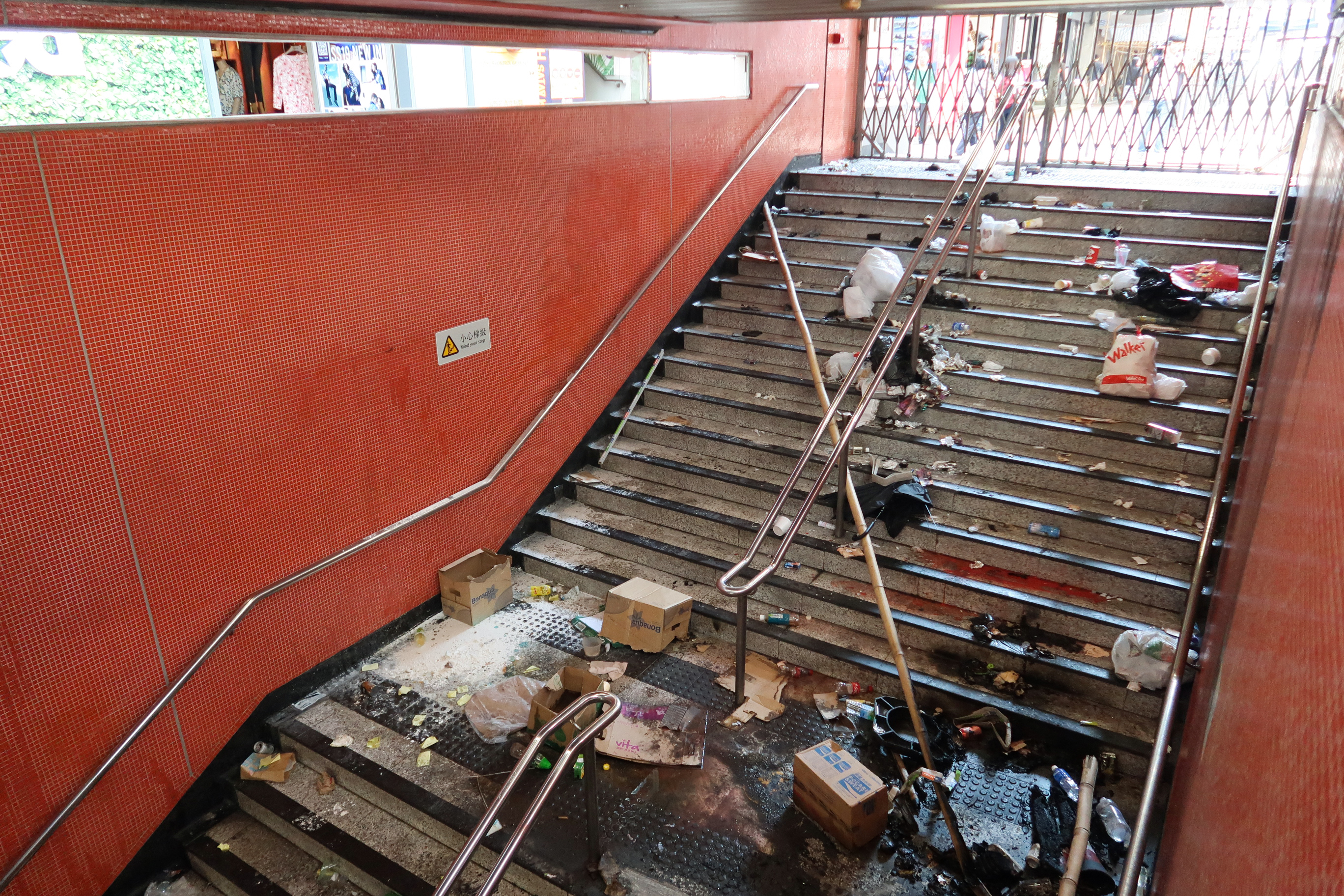
遭到汽油彈破壞及擺放雜物的E1出口（2019年10月21日）
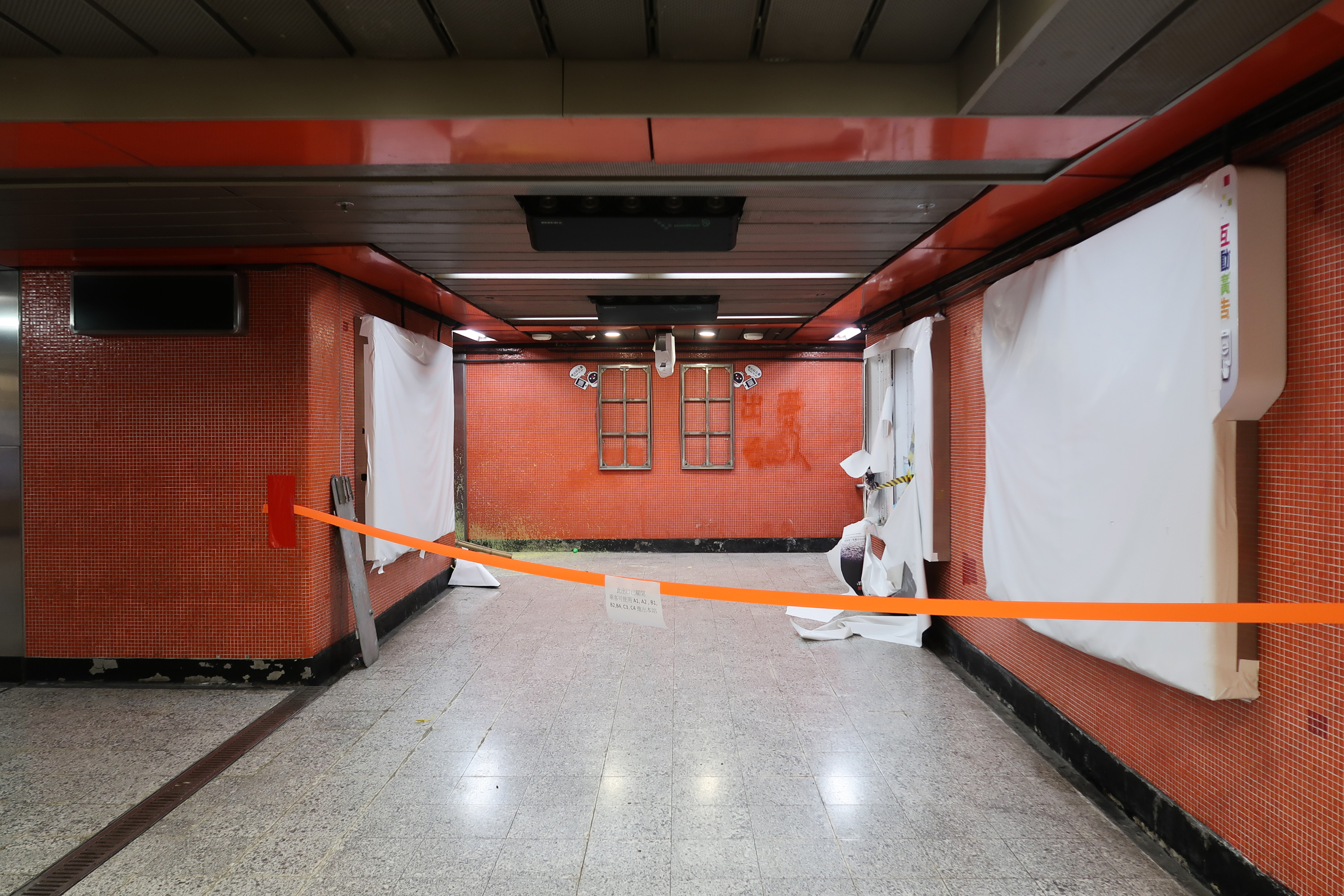
被破壞的通道廣告燈箱，並以白色帆布遮蔽
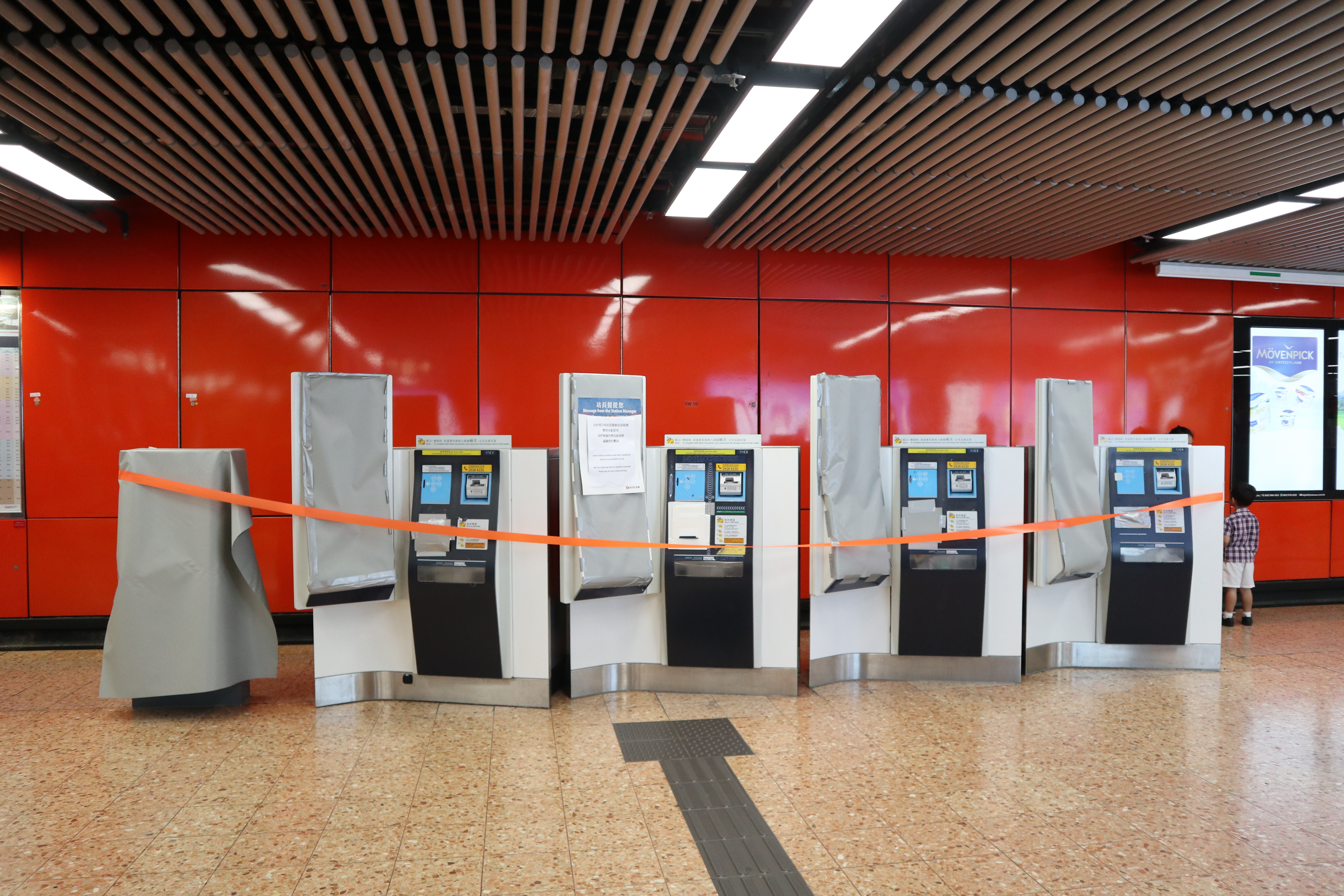
售票機損毀程度
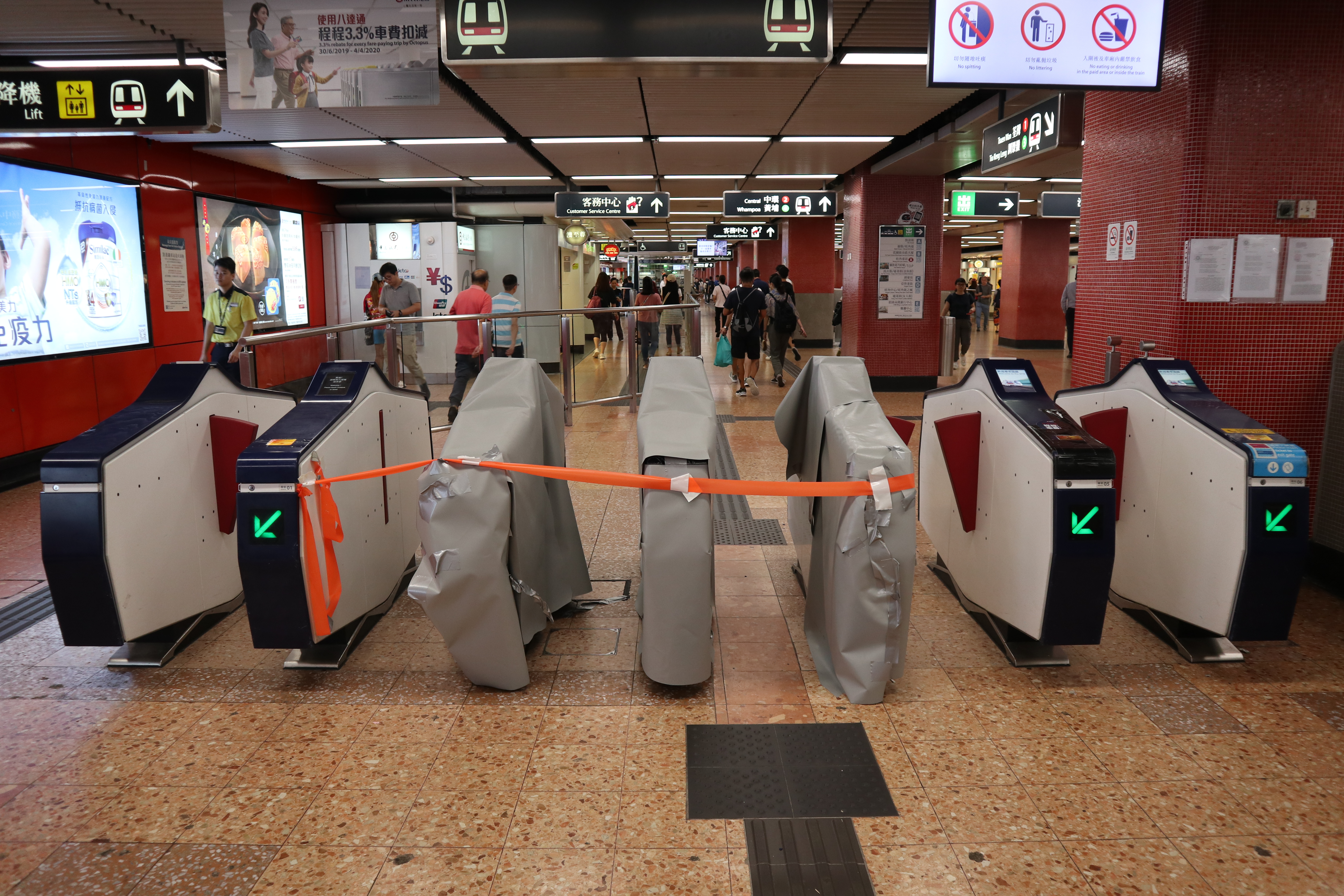
閘機損毀程度
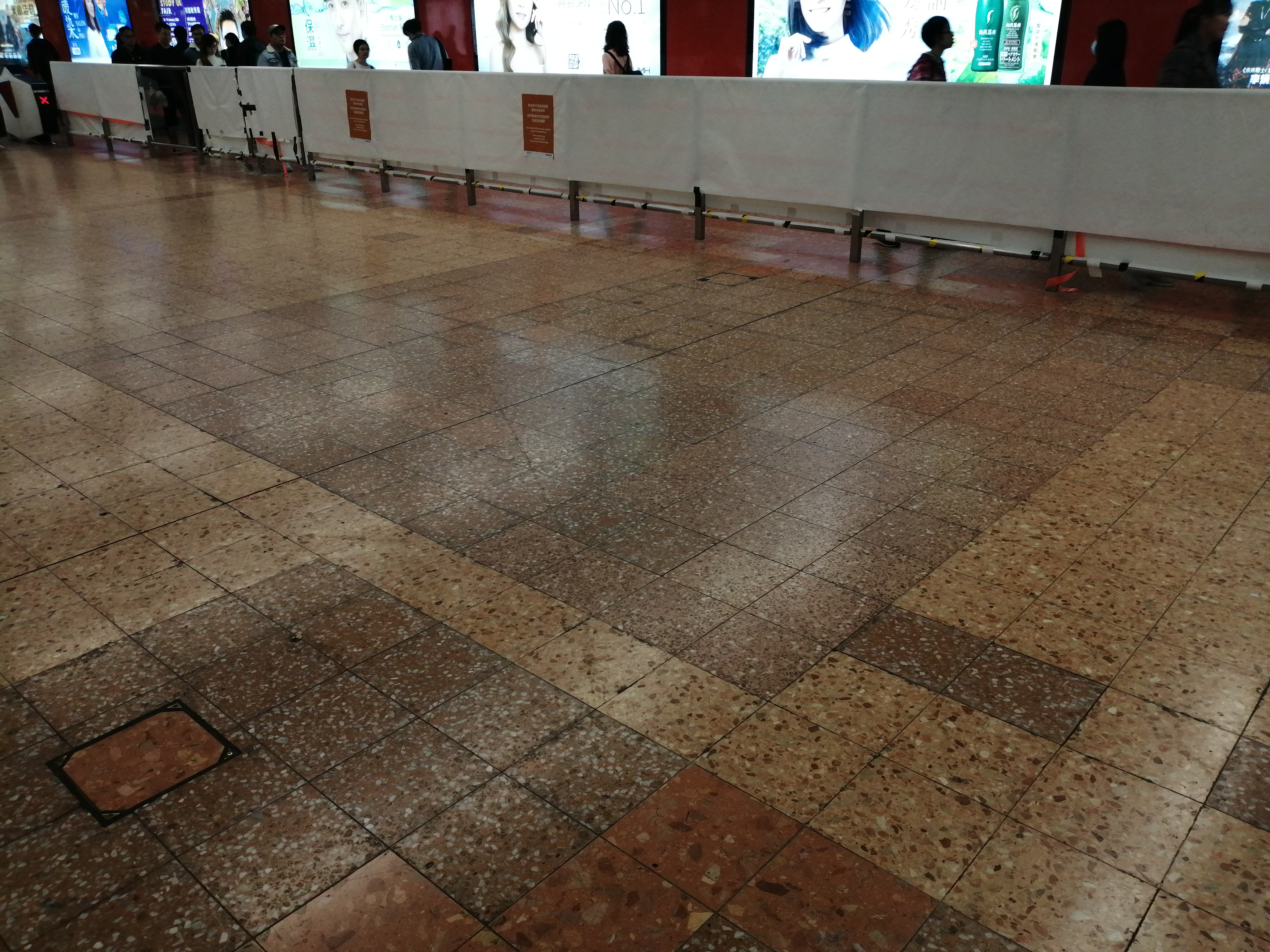
旺角站遭到破壞的玻璃欄杆
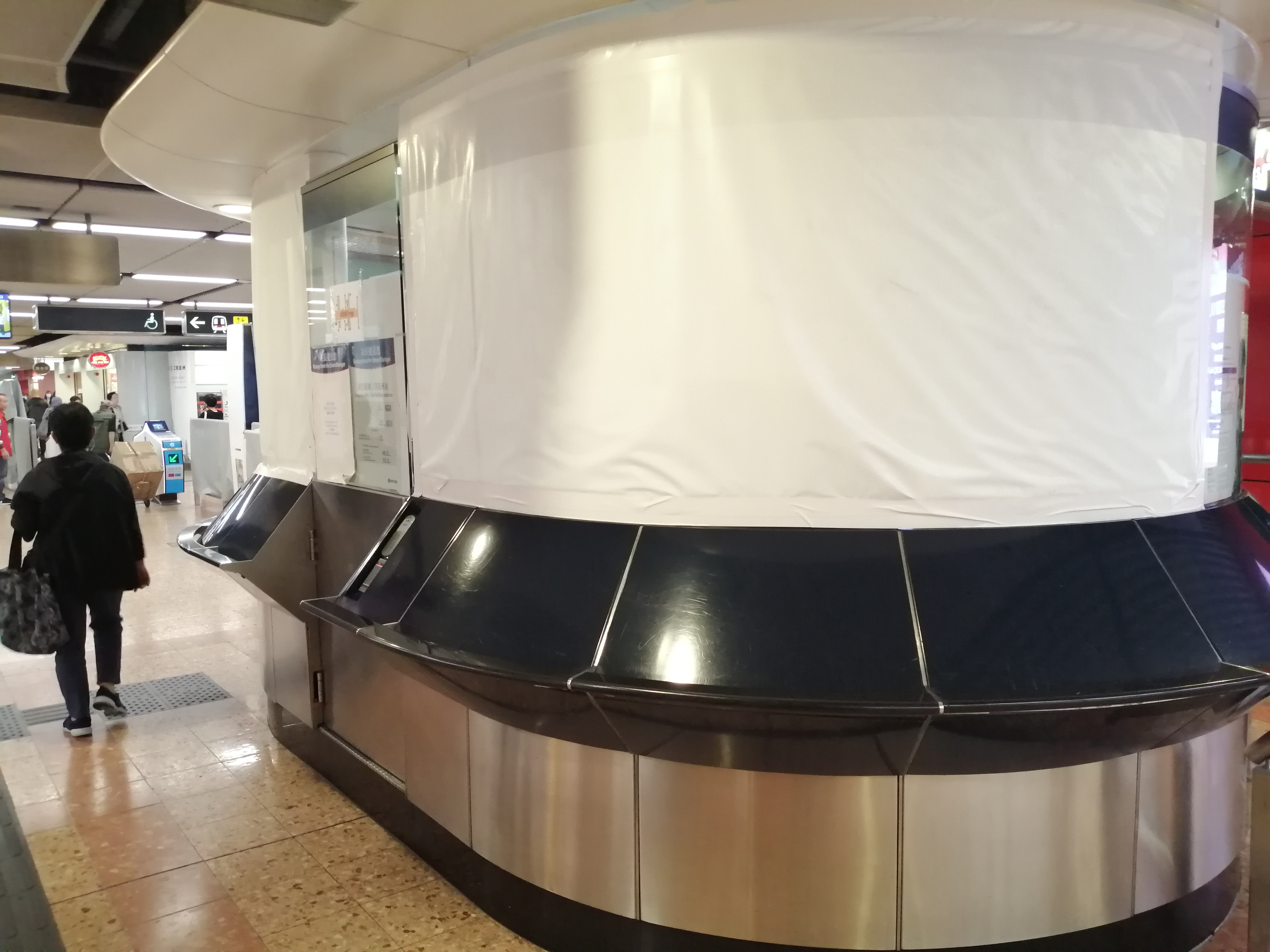
旺角站遭到破壞的客務中心
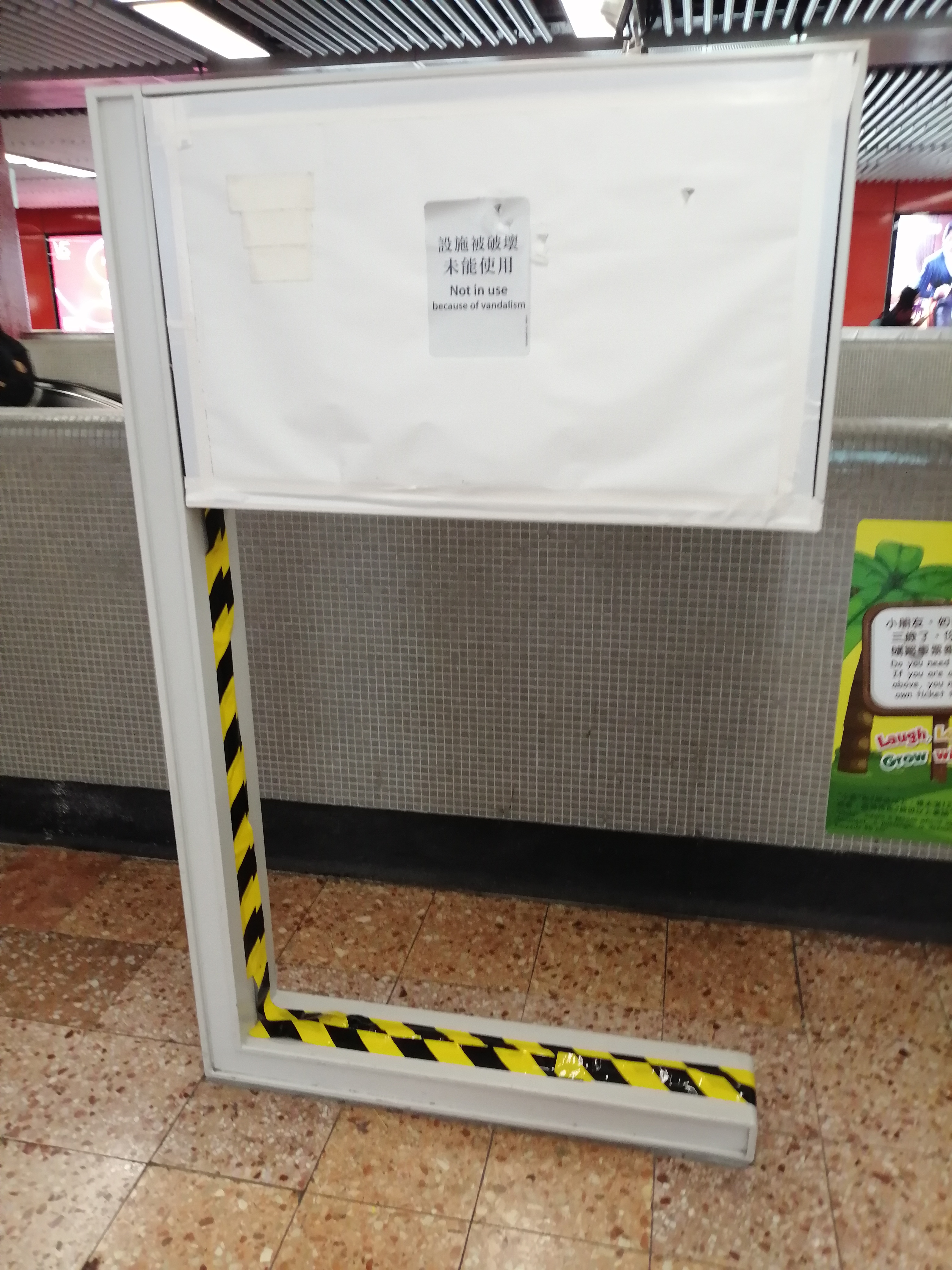
旺角站遭到破壞的顯示屏
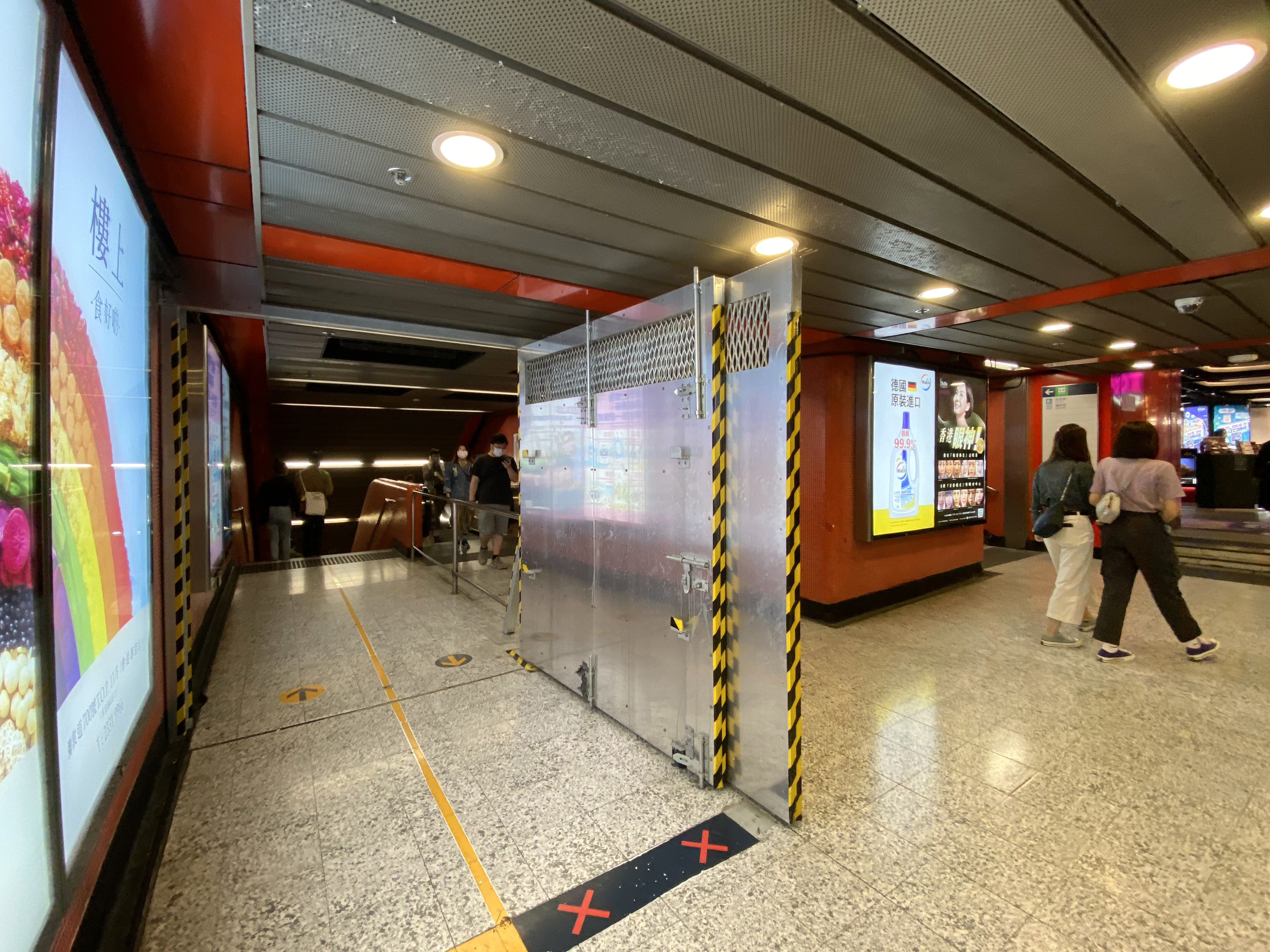
已加裝鐵閘的B出口通道

## 外部連結
- 港鐵公司－旺角站街道圖
- 港鐵公司—旺角站位置圖
- 港鐵公司－旺角站列車服務時間 （页面存档备份，存于）
- 香港鐵路大典上的相关条目：旺角站